# Kapverdische Beachhandball-Nationalmannschaft der Frauen
Die kapverdische Beachhandball-Nationalmannschaft der Frauen repräsentiert den kapverdischen Handballverband als Auswahlmannschaft Kap Verdes auf internationaler Ebene bei Länderspielen im Beachhandball.
Eine als Unterbau fungieren die Nationalmannschaft der Juniorinnen wurde bislang noch nicht gegründet. Das männliche Pendant ist die Kapverdische Beachhandball-Nationalmannschaft der Männer.

## Geschichte
Die kapverdische Beachhandball-Nationalmannschaft der Frauen wurde für die ersten African Beach Games 2019 im Santa Maria Beach Park auf der heimischen Insel Sal gegründet und ist damit eine von nach wie vor bislang (Stand August 2022) nur sechs afrikanischen Nationen, die je eine weibliche Beachhandball-Nationalmannschaft zusammengestellt haben. Das Turnier in Kap Verde war das erste Turnier in der dieser Sportart, das in Afrika für Nationalmannschaften ausgerichtet wurde. Die aus Hallenhandballerinnen zusammen gestellte Mannschaft konnte bei diesem Turnier ihren Heimvorteil nutzen und gewann drei ihrer vier Spiele. Einzig gegen Tunesien, der bei weitem erfahrensten Frauenmannschaft der Sportdisziplin in Afrika, mussten sich die Gastgeberinnen geschlagen geben. Am Ende belegten sie den zweiten Platz in der als Liga ausgetragenen Meisterschaft und gewannen die Silbermedaille.

## Trainer
| Cheftrainer/in - 2019: Maria Assunção | Co-Trainer/in - 2019: Ana Sousa |

## Teilnahmen
| World Games - 2001: nicht eingeladen - 2005: nicht eingeladen - 2009: nicht eingeladen - 2013: nicht qualifiziert - 2017: nicht qualifiziert - 2022: nicht qualifiziert | World Beach Games - 2019: nicht qualifiziert - 2023: nicht qualifiziert African Beach Games - 2019: 2. - 2023: | Weltmeisterschaften - 2004: nicht qualifiziert - 2006: nicht qualifiziert - 2008: nicht qualifiziert - 2010: nicht qualifiziert - 2012: nicht qualifiziert - 2014: nicht qualifiziert - 2016: nicht qualifiziert - 2018: nicht qualifiziert - 2020: nicht qualifiziert, abgesagt - 2022: nicht qualifiziert |

- ABG 2019: Suzana Barros • Jorgeana Carvalho • Marta Coelho • Maria Correia • Rute Fernandes • Telma Fernandes • Eneida Lopes (TW) • Iliana Semedo • Odete Tavares[5]